# Jimena Canales
Jimena Canales (Ciudad de México, 20 de octubre de 1973) es una física, historiadora de las ciencias y escritora méxico-estadounidense.

## Carrera
Al finalizar sus estudios como física e ingeniera en el Instituto Tecnológico y de Estudios Superiores de Monterrey en 1995, obtuvo una maestría en Historia de las Ciencias en la Universidad de Harvard y posteriormente, un doctorado en el Historia de las Ciencias en la misma universidad en el 2003. En el 2004 trabajó como profesor asistente en el departamento de Historia de las Ciencias en la Universidad de Harvard y en el 2013 fue ascendida a profesor asociado. En el 2012 fue seleccionada como miembro del Internationale Kolleg für Kulturtechnikforschung und Medienphilosophie y en el verano trabajó como profesor visitante en la Escuela de Verano para Medios en la Universidad de Princeton en el departamento alemán. Desde 2013 y hasta 2017 la ocupó la cátedra de “Thomas M. Siebel Chair” en el departamento de Historia en la Universidad de Illinois en Urbana-Champaign. Es autora de diversos textos periodísticos sobre la historia de la modernidad; especializándose en el arte, la ciencia y la tecnología y ha colaborado con el filósofo Bruno Latour y el artista Olafur Eliasson.

### Libros[6][7]
1. El físico y el filósofo: Einstein, Bergson y el debate que cambió nuestra comprensión del tiempo. (The Physicist and the Philosopher: Einstein, Bergson and the Debate that Changed Our Understanding of Time.)- 2016 http://press.princeton.edu/titles/10445.html
2. Una décima de segundo: Una historia (University of Chicago Press: Hardcover 2009, Kindle 2010, Paperback 2011) (A Tenth of a Second: A History): http://press.uchicago.edu/ucp/books/book/chicago/T/bo6922088.html

## Premios y reconocimientos
Source:
- The Guardian's Top 10 Books About Time[10]
- Books of the Year 2016[11]
- 25 Top Intellectuals[12]
- Best Science Books for 2015[13]
- Independent’s Top Reads of 2015[14]
- Science Friday’s Best Science Books of 2015[15]
- Charles A. Ryskamp Award from the American Council of Learned Societies[16]
- University of Chicago Press Bevington Prize (2008)[17]
- Prize for Young Scholars (2005), awarded by the International Union of History and Philosophy of Science, History of Science[18]

### Artículos y Capítulos[1]
1. "Instrumentos de Auto-Registro y la cámara fotográfica," En Blackwell compañero a la Historia de la Ciencia, editado por Bernhard Lightman (John Wiley & Sons, 2016).
2. "Reloj de tiempo / tiempo vivido" En Time: A Vocabulary of the Present, editado por Amy Elías y Joel Burges (NYU Press, de próxima publicación).
3. "Los medios de la Relatividad: Einstein y Tecnologías de Telecomunicación," Tecnología y Cultura (enero de 2015).
4. "El arte operacional," En Visibility Machines: Harun Farocki y Trevor Paglen (Universidad de Maryland Prensa: enero de 2014), p. 37-54: http://www.artbook.com/9781890761196.html
5. "Discurso de Redes de Einstein," Zeitschrift für Medien- und Kulturforschung (mayo de 2015) p. 11-39: http://www.ingentaconnect.com/content/meiner/zmk/2014/00002014/00000001/art00002?crawler=true
6. Harold Edgerton: "Doc" y sus cuadernos de laboratorio, "Aperture 211 (2013), 72-73: http://www.aperture.org/blog/harold-e-edgerton-doc-edgerton-and-his-laboratory-notebooks/
7. "Nariz de Cleopatra y el Desarrollo de la Historia Universal," En Uncomfortable Objects, editado por Mariana Castillo Deball (Berlín: Bom Dia, 2012).
8. “Los Pequeños ayudantes: Acerca de los Demonios, Ángeles y otros agentes," Interdisciplinary Science Reviews 37 (2012). (Con Markus Krajewski).
9. "Nunca y en Ninguna parte", en Above and Below, ed. Sharon Harper (Radius Libros, Santa Fe: 2012).
10. "Niemals und Nirgendwo," en Above and Below, ed. Sharon Harper (Radius Libros, Santa Fe: 2012). Traducción al alemán.
11. "Fuerza Flash: Una Historia Visual del Poder, Derecho y Luz," Seeing With Eyes Closed, ed. Elena Agudio e Ivana Franke (Fibo Druck und Design, Munich: 2011), p. 34-41.

### Periódicos y revistas[19][20]
1. "Living Color: Jimena Canales sobre el Arte de Eliot Porter", Artforum 54 (1) (otoño 2014): 334-341: https://artforum.com/inprint/issue=201407&id=47843

1. “Las Ficciones de Einstein.” Investigación y Ciencia 453 (junio de 2014): 50-51: http://www.investigacionyciencia.es/revistas/investigacion-y-ciencia/numeros/2014/6/las-ficciones-de-einstein-12114
2. “Presentación de La Guerra del Tiempo: Einstein, Bergson y Poincaré: Un Debate Científico y Filosófico,” Revista de Occidente (octubre de 2010): 5-7 http://www.revistasculturales.com/articulos/97/revista-de-occidente/1335/1/presentacion.html

“El Duelo del Tiempo,” ABCD: Las Artes y las Letras, 16 de enero de 2010, 932: 18-19: http://hemeroteca.abc.es/detalle.stm
1. “Pieles Criminales,” ABCD: Las Artes y las Letras (13‑19 de septiembre de 2008): 6‑7 http://hemeroteca.abc.es/nav/Navigate.exe/hemeroteca/madrid/cultural/2008/09/13/006.html
2. “Ornamento y Crimen: Tatuajes, Antropología Criminal, y Arquitectura Moderna”, Celeste (2001): 30‑32.

### Catálogos de exhibición[21]
1. “Poniendo hechos en su lugar correcto”, en The Matter of Fact 2.0 (Catálogo de exhibición, Colección de Harvard de Instrumentos Científicos Históricos, 2009).
2. “Introducción.” En The Matter of Fact (Catálogo de exhibición, Colección de Harvard de Instrumentos Científicos Históricos, 2008) p. 2-3.
3. “Cultures of Astronomy,” In Time, Life and Matter (Catálogo de exhibición, Colección de Harvard de Instrumentos Científicos Históricos, 2007), p. 7: http://chsi.harvard.edu/docs/TLM_Guide.pdf Archivado el 2 de abril de 2015 en Wayback Machine.

### Películas/Radio/Internet[1][20]
1. “El Amor Contemporáneo” Audio, Fundación Juan March, Madrid:http://www.march.es/conferencias/anteriores/voz.aspx?id=2791 Archivado el 5 de mayo de 2015 en Wayback Machine.

1. “Einstein Bergson: Dialogo en grabaciones encontradas,”  película de 10 min (Guion por Jimena Canales, dirigida por Jeremy Blatter, música original por William Sammons) Mostrada en el Centro Pompidou, Paris (junio de 2010): https://vimeo.com/13235559

## Premios[22][23]
1. Charles A. Ryskamp Award at the American Council for Learned Societies[16]
2. University of Chicago Press 2008, Premio Bevington[24]
3. Premio a Jóvenes Investigadores 2005, otorgado por la Unión Internacional de Historia y Filosofía de la Ciencia, Historia de la Ciencia.[18]